# Порту-Рику (Парана)
Порту-Рику (порт. Porto Rico) — муниципалитет в Бразилии, входит в штат Парана. Составная часть мезорегиона Северо-запад штата Парана. Входит в экономико-статистический микрорегион Паранаваи. Население составляет 2061 человек на 2006 год. Занимает площадь 217,677 км². Плотность населения — 9,5 чел./км².

## История
Город основан 21 апреля 1964 года.

## Статистика
- Валовой внутренний продукт на 2003 год составляет 16 944 426,00 реалов (данные: Бразильский институт географии и статистики).
- Валовой внутренний продукт на душу населения на 2003 год составляет 7415,50 реалов (данные: Бразильский институт географии и статистики).
- Индекс развития человеческого потенциала на 2000 год составляет 0,748 (данные: Программа развития ООН).